# Ніакані-Біч (Орегон)
Ніакані-Біч (англ. Neahkahnie Beach) — переписна місцевість (CDP) в США, в окрузі Тілламук штату Орегон. Населення — 197 осіб (2020).

## Географія
Ніакані-Біч розташоване за координатами 45°43′56″ пн. ш. 123°56′23″ зх. д. / 45.73222° пн. ш. 123.93972° зх. д. (45.732341, -123.939798).  За даними Бюро перепису населення США в 2010 році переписна місцевість мала площу 1,69 км², уся площа — суходіл.

## Демографія
Згідно з переписом 2010 року, у переписній місцевості мешкали 192 особи в 101 домогосподарстві у складі 67 родин. Густота населення становила 114 особи/км².  Було 359 помешкань (212/км²).
Расовий склад населення:
| - 94,3 % — білих - 2,1 % — азіатів |

До двох чи більше рас належало 3,6 %. Частка іспаномовних становила 3,6 % від усіх жителів.
За віковим діапазоном населення розподілялося таким чином: 9,4 % — особи молодші 18 років, 47,4 % — особи у віці 18—64 років, 43,2 % — особи у віці 65 років та старші. Медіана віку мешканця становила 62,6 року. На 100 осіб жіночої статі у переписній місцевості припадало 95,9 чоловіків;  на 100 жінок у віці від 18 років та старших — 100,0 чоловіків також старших 18 років.